# Gaius Cornelius Gallus

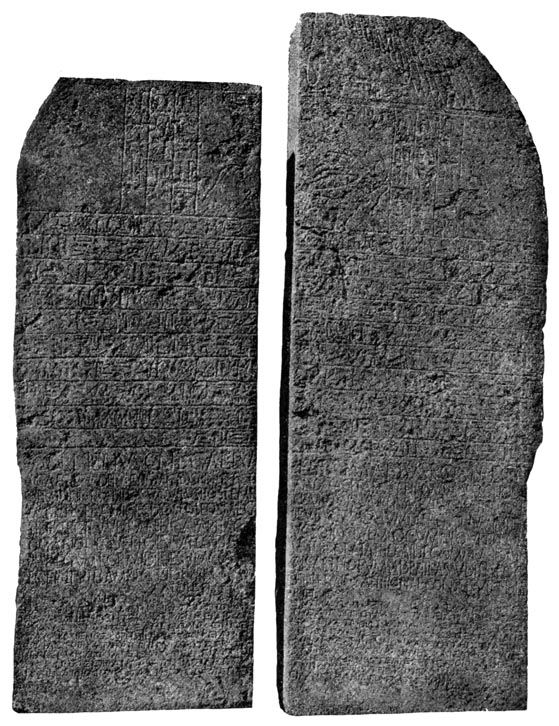
Stele van Philae, met de inscriptie die zijn overwinning op de koning van Ethiopië vermeldt.

Gaius Cornelius Gallus (70 – 26 v.Chr.) was een Romeins militair en dichter.

## Biografie
Gallus werd geboren in in Forum Julii (Fréjus), en beleefde zijn hoogtepunt tijdens het Tweede Triumviraat. Na de Slag bij Philippi in 42 v.Chr. werd hij belast met de opdracht het land te herverdelen onder de oorlogsveteranen. Vanwege zijn vriendschap met de dichter Vergilius bleef diens landgoed gevrijwaard.
Later, nadat hij een belangrijke militaire bijdrage had geleverd aan Augustus’ eindoverwinning na Actium, werd Gallus de eerste gouverneur van Egypte. Uit een inscriptie op de stele van Philae blijkt dat Gallus met succes een veldtocht ondernam naar het zuiden om een opstand in Opper-Egypte te beteugelen. Daarbij versloeg hij de koning van Ethiopië. Gallus was echter geen goed beheerder en gedroeg zich behoorlijk arrogant, zodat hij bij Augustus in ongenade viel. Daarna trok hij zich uit het politieke leven terug en wijdde zich aan de dichtkunst. Gallus benam zich het leven in 26 v.Chr.

## Literaire betekenis
Gallus bleef tot aan zijn dood een trouwe vriend van Vergilius, die hem hoog aansloeg, zoals blijkt uit de Eclogen VI en X, waarin Gallus geprezen wordt om zijn elegische liefdespoëzie. Gallus' dichtwerk is echter op zo'n vijf regels na volledig verloren gegaan.